# Ексетер (Калифорнија)
Ексетер (енгл. Exeter) град је у америчкој савезној држави Калифорнија. По попису становништва из 2010. у њему је живело 10.334 становника.

## Демографија
Према попису становништва из 2010. у граду је живело 10.334 становника, што је 1.166 (12,7%) становника више него 2000. године.
| Група             | 2000.         | 2010.         |
| Белци             | 5.266 (57,4%) | 5.171 (50,0%) |
| Афроамериканци    | 63 (0,7%)     | 67 (0,6%)     |
| Азијати           | 119 (1,3%)    | 138 (1,3%)    |
| Хиспаноамериканци | 3.507 (38,3%) | 4.703 (45,5%) |
| Укупно            | 9.168         | 10.334        |